# يوجي يوشيدا
يوجي يوشيدا (باليابانية: 吉田 有志) (مواليد 22 أبريل 2002) هو لاعب كرة قدم ياباني.

## وصلات خارجية
- يوجي يوشيدا على موقع رابطة كرة القدم اليابانية للمحترفين (اليابانية)
- يوجي يوشيدا على موقع Soccerway.com (الإنجليزية)